# Deposito locomotive di Catania
Il deposito locomotive di Catania è un'infrastruttura di servizio ferroviario per la sosta, la manutenzione ed il rifornimento delle locomotive ed automotrici, facente parte dei depositi locomotive delle Ferrovie dello Stato italiane; oggi è officina per il materiale rotabile di RFI.

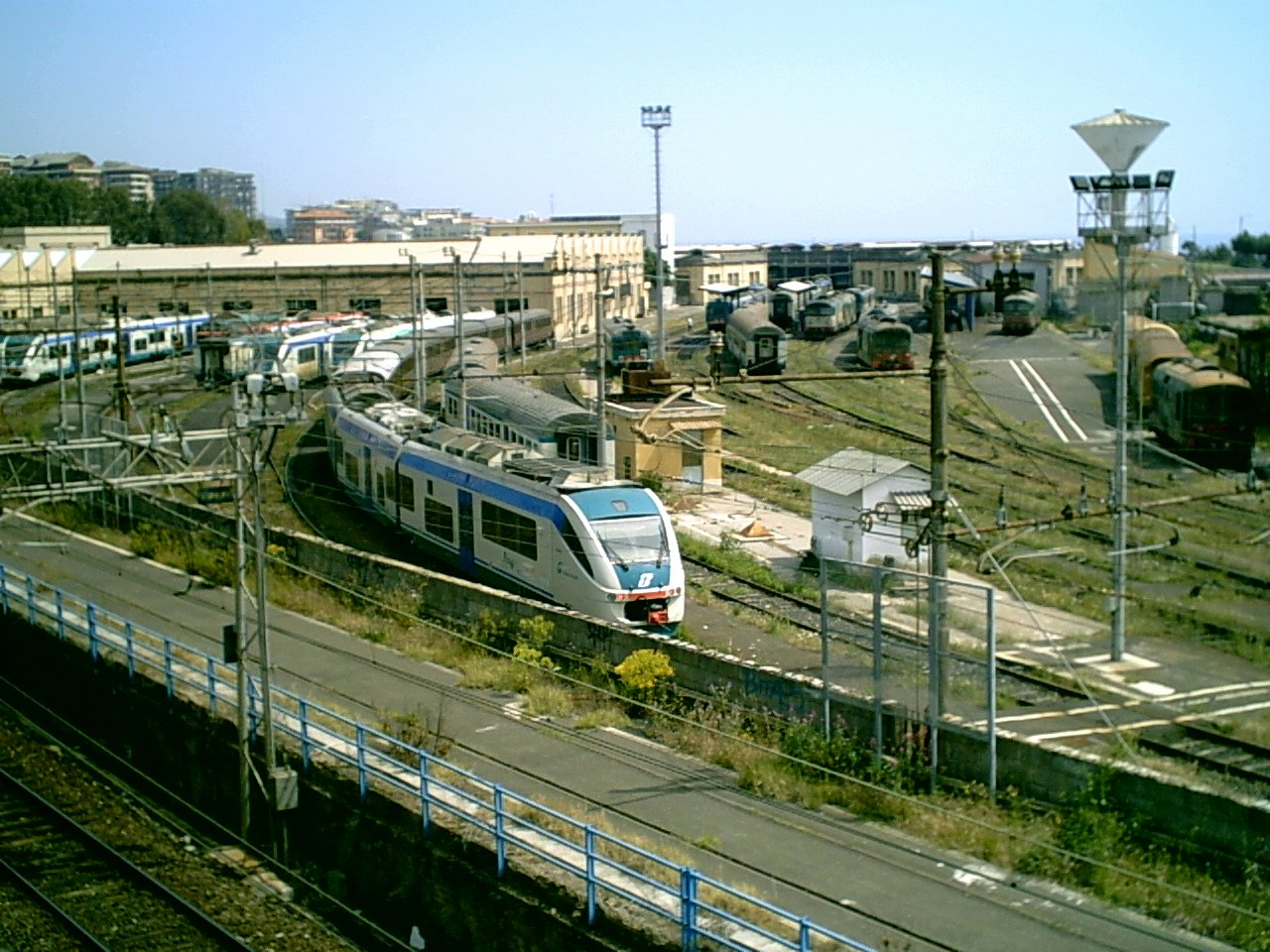
Il deposito locomotive di Catania nel 2007

## Storia
Con la previsione dell'apertura al traffico della tratta tra Messina e Catania e poco tempo dopo della prima parte della Ferrovia Palermo-Catania si delineò la necessità di avere un impianto ferroviario in grado di fornire quanto occorreva per l'esercizio a vapore delle importanti direttrici di traffico commerciale inaugurate.
La società concessionaria per la costruzione delle dette linee, la Società Vittorio Emanuele il 27 agosto 1863 aveva affidato la costruzione delle nuove linee ferroviarie a una società formata dai signori Parent, Schaken e C. e Salamanca subconcessa un mese dopo a un'ulteriore società in accomandita, formata dai signori Vitali, Picard, Charles e C., costituitasi l'anno prima a Parigi i cui soci accomandanti erano Parent, Schaken e C. e gli accomandatari Vitali, Picard, Charles ed Oscar Stevens. Quest'ultima società sub-appaltò ulteriormente la costruzione dei tronchi ferroviari Alcantara-Catania, Catania-Siracusa, ed i lavori della Stazione di Catania Centrale all'impresa Beltrami Gallone e C. Nel 1866 non riuscendo a portare a termine i lavori per motivi finanziari, la Società Vittorio Emanuele pose in liquidazione la Società Vitali, Picard, Charles e C. Il 29 novembre stipulava una nuova convenzione con l'Impresa Generale per la costruzione delle strade ferrate calabro-sicule per continuare i lavori relativi tra cui la costruzione di un impianto di rimessa attiguo alla stazione. Dopo il fallimento della Vittorio Emanuele l'impianto (piuttosto dimesso e di piccole dimensioni) venne preso in carico dalla Società Italiana per le strade ferrate meridionali.
Fu proprio a partire dalla fine degli anni settanta del XIX secolo che, sotto l'impulso del nuovo traffico determinato dall'arrivo a Catania per ferrovia degli zolfi dell'ennese e del nisseno per la lavorazione nelle locali industrie e per la spedizione via mare dal Porto di Catania che si delineò l'importanza strategica dell'impianto che forniva le locomotive per la Ferrovia Palermo-Catania (di fatto la linea dello zolfo). Nel 1885 a seguito delle Convenzioni alla "Meridionale" subentrò la Società per le Strade Ferrate della Sicilia; mentre nel 1870 giungeva a Catania solo il 12% della produzione isolana di zolfo nel 1885, per ferrovia, ne giungevano ben 133.000 tonnellate (circa il 43% dell'intera produzione siciliana). Proprio in conseguenza dell'importanza di tale traffico merci il deposito di Catania venne potenziato e ampliato e gli furono assegnate numerose locomotive a vapore. In seguito al passaggio alle Ferrovie dello Stato Italiane gli furono assegnate numerose tra le più potenti dell'intero parco FS come le Gr.480 e le Gr.746.
Le sorti del deposito di Catania hanno seguito quelle dell'economia della Sicilia orientale: la crisi dell'industria estrattiva e dello zolfo prima e quella più recente del mercato agrumario e ortofrutticolo unita a una certa politica di abbandono del trasporto merci e viaggiatori isolano da parte delle FS. Dagli anni duemila è in corso un fortissimo ridimensionamento con la prospettiva di trasferimento degli impianti dalla sede di piazza Europa, a Catania, a quella, da realizzare di Bicocca prossima alla Zona industriale di Catania e attigua all'Interporto di Catania Bicocca. Sono state via via chiuse le rimesse circolari, le officine motori Diesel e automotrici lasciando attiva solo la piccola manutenzione.

## Strutture e impianti
L'area occupata dal deposito locomotive è posta interamente sulle scogliere rocciose a nord della Stazione di Catania Centrale occupando sostanzialmente l'area costiera posta tra la piazza Galatea e la piazza Europa della città di Catania. Il suo limite ovest è costituito dalla linea ferroviaria per Messina e quello est dal mare Jonio. L'ingresso e l'uscita dei rotabili avvengono dal lato sud per mezzo del collegamento dell'ultimo deviatoio di punta del deposito ai binari di stazione. Il deposito, inizialmente per trazione a vapore, ha esteso la sua dotazione di rotabili alle automotrici intorno alla metà degli anni trenta divenendo quindi anche per trazione diesel. Nei primi anni sessanta in conseguenza dell'elettrificazione della linea Messina-Catania è divenuto anche un deposito per trazione elettrica.
L'officina del deposito di Catania era particolarmente attrezzata per la manutenzione e la riparazione delle locomotive a vapore; con l'arrivo delle automotrici vennero approntati i reparti specializzati per la revisione e riparazione dei motori termici Diesel. In particolare nel secondo dopoguerra venne approntata la linea di revisione e riparazione del motore Fiat tipo 700, a carter secco, che equipaggiava le prime automotrici con motore sottocassa (RALn 60) e i locomotori da manovra 218.
L'infrastruttura è costituita essenzialmente da alcune grandi strutture: al centro un grande fabbricato-officina a sette binari coperti con relative fosse di ispezione e lavoro e attrezzature e ponti per il sollevamento dei mezzi di trazione elettrici. Dal lato sud vi arrivano, all'esterno, 9 binari tronchi (tra cui i 7 che si prolungano all'interno). Dal lato del mare i binari si prolungano fino alla grande Piattaforma girevole ferroviaria da 21 m che permette l'accesso alla grande rimessa circolare concentrica da 36 sezioni coperte per rotabili a cui sono attigue le officine meccaniche diesel e a vapore. Dal lato interno, ad ovest, un piccolo fascio di binari tronchi di sosta termina contro un grande fabbricati per dormitorio e alloggi del personale d'impianto in servizio, oltre ai servizi.
Ortogonale ad esse sul lato nord la palazzina degli uffici direzionali e del personale. Numerose altre costruzioni sparse soprattutto sul lato del mare servono per le scorte di combustibili e lubrificanti e per magazzini vari. Al centro dell'impianto, a lato della rimessa, fino alla fine degli anni sessanta esisteva un grande impianto di caricamento del carbone per le locomotive a vapore e le fosse da visita e per lo scarico delle scorie. Di queste non rimane più traccia dopo la cessazione della trazione a vapore. Le vecchie torri dell'acqua intorno ai primi anni ottanta sono state sostituite da un alto serbatoio in acciaio di forma a fungo.
Il deposito, molto trafficato e importante, con un organico complessivo di personale assegnato di oltre 700 unità cominciò a perdere importanza in seguito alla riforma delle ferrovie iniziata alla fine degli anni ottanta: la chiusura delle linee dell'Alcantara e della Valle del Salso, la successiva riduzione progressiva dei servizi offerti sulle linee della Sicilia sud-orientale (con la rinuncia al traffico merci relativo alle aree del ragusano e del vittoriese), l'elettrificazione della Ferrovia Palermo-Catania e infine il trasferimento alla Regione Siciliana, (al 2015 ancora inadempiente riguardo all'attuazione di un piano ferroviario regionale), delle competenze relative al trasporto ferroviario locale hanno progressivamente ridotto a termini minimi l'occorrenza di locomotive diesel, di automotrici e di mezzi elettrici nonché di personale di macchina e di officina. Le officine che prima procedevano anche alle riparazioni importanti delle locomotive e delle automotrici sono state ridotte alla sola effettuazione delle piccole operazioni di manutenzione con riduzione del personale a poche decine di unità.
Il programma di ristrutturazione degli impianti ferroviari, con interramento dell'intero tracciato ferroviario costiero, prevede il trasferimento proprietario tra le parti (FS e Comune di Catania) per la dismissione totale dell'impianto e il trasferimento di alcune strutture essenziali in un'area a sud della città di Catania. Al termine delle operazioni previste lo storico impianto scomparirà del tutto.

## Locomotive in dotazione

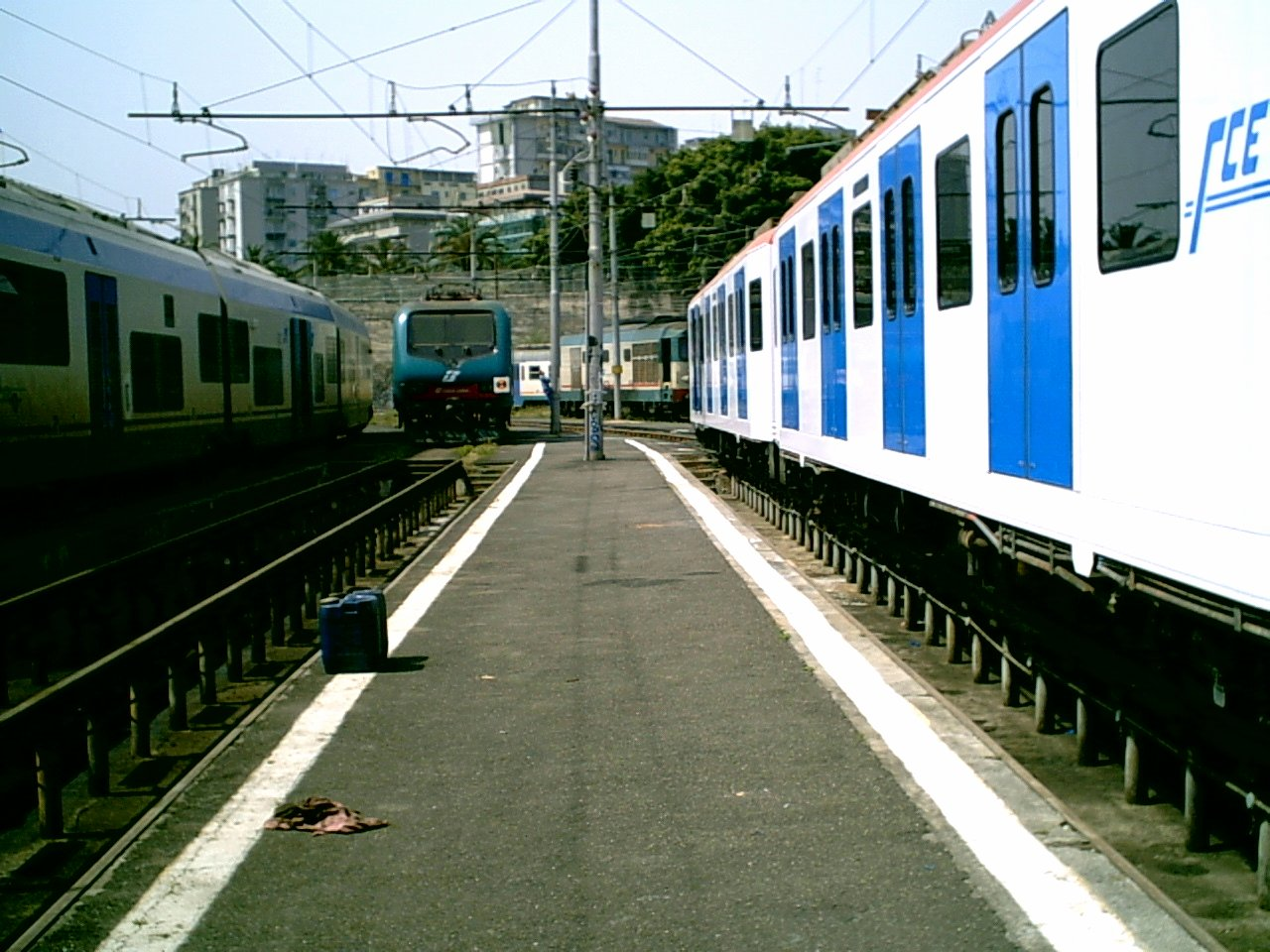
Vista dalla rimessa/officina T.E.: le fosse da visita e sulla destra un elettrotreno serie M.88, di costruzione Firema, per la metropolitana di Catania.

L'impianto catanese ha, nel tempo conosciuto l'assegnazione di un grande numero e varietà di locomotive:

### Locomotive a vapore
- Locomotiva FS 410
- Locomotiva FS 471
- Locomotiva FS 480[6]
- Locomotiva FS 625
- Locomotiva FS 685
- Locomotiva FS 736
- Locomotiva FS 740
- Locomotiva FS 741[7].
- Locomotiva FS 744[8]
- Locomotiva FS 746[9].
- Locomotiva FS 835
- Locomotiva FS 851[10]
- Locomotiva FS 896
- Locomotiva FS 940[11]

### Locomotive diesel
da manovra
- Locomotiva 214[12]
- Locomotiva 218
- Locomotiva 225[13]
- Locomotiva 245
- Locomotiva FS D.143[14]

da treno
- Locomotiva FS D.343[15]
- Locomotiva FS D.443[16]

Per un certo periodo sono state assegnate
- Locomotiva FS D.341 e
- Locomotiva FS D.345[17]

### Automotrici
- Automotrice ALn 56
- Automotrice ALn 556
- ALn 668.1500, 1600, 1000, 3000[18],[19],[20],[21]

### Locomotive elettriche
- Locomotiva FS E.636

## Altri rotabili
L'impianto di Catania venne dotato a partire dalla scomparsa della trazione a vapore nei treni viaggiatori, (intorno alla fine degli anni sessanta), di carri riscaldo a vapore per fornire il riscaldamento nel periodo invernale alle carrozze viaggiatori di tipo più antico e perciò prive del REC (riscaldamento elettrico carrozze). All'inizio degli anni ottanta questi vennero sostituiti dai nuovi furgoni motogeneratori (Vrecz) essendosi verificato il problema opposto; essendo ormai tutte le carrozze provviste di REC, i locomotori D.343 e D.443, non erano in grado di alimentarle.
Il deposito di Catania è stato inoltre sede di Carro soccorso di 1ª categoria per tutte le operazioni di soccorso in linea e pronto intervento tecnico per guasti o incidenti che riguardavano il settore trazione e i rotabili relativi.